# Hôtel-Dieu de Marseille
Hôtel-Dieu de Marseille är ett före detta sjukhus i Marseille i Frankrike. Det var Marseilles huvudsjukhus men de sista patienterna flyttades 1993 och 2013 invigdes det femstjärniga hotellet InterContinental Marseille Hotel Dieu i byggnaden.
Hotellet har 172 rum och 22 sviter. Det har två restauranger, "Les Fenêtres Brasserie" och "Alcyone Restaurant", där den sistnämnda har en stjärna i Michelinguiden.

## Historik
Byggnaden är belägen på samma plats som ett medeltida sjukhus, l'hôpital Saint-Esprit, från 1188. Det slogs ihop med sjukhuset Saint-Jacques-de-Galice år 1593 och fick namnet Hôtel-Dieu, ett namn som bärs av flera franska städers huvudsjukhus. Den nuvarande byggnaden fick sitt utseende 1753 av Ludvig XV:s hovarkitekt Jacques Hardouin-Mansart de Sagonne.
Mellan år 1860 och 1866 genomgick byggnaden omfattande renoveringar av arkitekten Felix Blanchet och nyinvigdes av Napoleon III.
År 1993 flyttades de sista patienterna och byggnaderna användes för sjukvårdsutbildning innan sjukhuset stängde helt 2006. Ombyggnationerna till hotell inleddes 2010 inom ramarna för Marseilles gentrifieringsprogram Euroméditerranée och det invigdes 25 april 2013.